# The Gits
The Gits fue una banda estadounidense de rock formada en 1986 y disuelta en 1993 debido al asesinato de Mia Zapata.
The Gits fueron asociados al movimiento grunge de los años 1980 y 1990, aun siendo originarios de Washington aunque nunca se reconocieron como parte de tal. No obstante, en su segundo álbum de estudio se pueden hallar influencias del género.
El legado de The Gits ha sido de alto estatus. Una gran cantidad de grupos y músicos como: Pearl Jam, Nirvana, Soundgarden, Jello Biafra (Dead Kennedys), entre muchos otros, han citado a The Gits como una de sus grandes influencias.

## Integrantes

### Exintegrantes
- Mia Zapata - vocal (1986 - 1993)
- Joe Spleen - guitarra (1986 - 1993)
- Matt Dresdner - bajo (1986 - 1993)
- Steve Moriaty - batería (1986 - 1993)

## Discografía

### Álbumes de estudio
- 1992: "Frenching the Bully" (C/Z Records)
- 1993: "Enter: The Conquering Chicken" (C/Z Records)

### Recopilaciones
- 1996: "Kings & Queens"
- 2000: "Seafish Louisville"
- 2008: "Best of The Gits"